# Institut Kavli de physique théorique
Ne doit pas être confondu avec Institut de physique théorique.
L'Institut Kavli de physique théorique (KITP) est un institut de recherche de l'Université de Californie, Santa Barbara.
Le KITP est l'un des instituts les plus renommés pour l’étude de la physique théorique dans le monde.
Les programmes KITP apportent un appui aux théoriciens de la physique et des domaines connexes et leur permettent de travailler ensemble sur des sujets situés à la pointe de cette discipline scientifique.
La Fondation nationale pour la science a été le principal soutien de l'institut depuis sa création comme l'Institut de physique théorique en 1979.
Dans un article publié en 2007 dans les Actes de l'Académie nationale des sciences, le KITP a l'indice de l'impact le plus élevé en comparaison des organismes de recherche non-biomédicaux dans les États-Unis.
Les administrateurs du KITP depuis ses débuts ont été Walter Kohn (1979-1984), Robert Schrieffer (1984-1989), James S. Langer (1989-1995), James Hartle (1995-1997), David Gross (1997-2012), et Lars Bildsten (2012-présent).
Le directeur et les membres permanents du KITP (Leon Balents, David Gross, Joseph Polchinski, et Boris Shraiman) appartiennent également à la faculté du département de physique de Santa Barbara.
Les anciens membres permanents comprennent le prix Nobel de physique Frank Wilczek.
Au début des années 2000, l'institut, anciennement connu sous le nom de l'Institut de physique théorique, ou ITP, a été nommé ainsi en reconnaissance à Fred Kavli, physicien et homme d'affaires Norvégien et Américain, pour son don de 7,5 millions de dollars à l'Institut.
Kohn Hall, qui abrite le KITP, se trouve juste au-delà de la Porte de Henley à l'entrée Est du campus UCSB. Le bâtiment a été conçu par l'architecte Michael Graves, et une nouvelle aile conçue par Graves a été ajouté en 2003-2004.

## Les Instituts Kavli dans le monde
La Fondation Kavli a créé des instituts de recherche dans de grandes universités dans le monde entier.
Les instituts ne sont pas tenus de se concentrer sur un sujet spécifique, mais sont libres de faire des recherches de base comme ils l'entendent.
Trois chercheurs associés avec les instituts Kavli ont été récompensés par des prix Nobel :
- David Gross,
- Frank Wilczek
- Richard Axel.

En mars 2008, il y a 15 instituts aux États-Unis, 2 en Chine, 1 aux Pays-Bas, 1 en Norvège et 1 au Royaume-Uni.
Selon la Fondation il pourrait y avoir près de 20 centres dans l'avenir.
L'Institut de physique et de mathématiques de l'Univers à Tokyo a également reçu une dotation afin de mettre en place un institut Kavli le 1er avril 2012.

### Les Instituts Kavli
Astrophysique
- Institut Kavli pour particules astrophysiques et cosmologie à l'Université Stanford, en Californie
- Institut Kavli pour cosmologique physique à l'Université de Chicago, en Illinois
- Institut Kavli d'astrophysique et de l'espace de recherche au Massachusetts Institute of Technology, au Massachusetts
- Institut Kavli pour la cosmologie à l'Université de Cambridge, au Royaume-Uni
- Institut Kavli pour l'astronomie et l'astrophysique à l'Université de Pékin, en Chine

Nanosciences
- Kavli Nanoscience Institute à Caltech, en Californie
- Kavli Institute for Nanoscale Science à l’Université Cornell, dans l’état de New York
- Kavli Institute of Nanoscience à l'Université technique de Delft, aux Pays-Bas
- Institut Kavli for BioNano science and technology à l'Université Harvard, au Massachusetts

Neuroscience
- Institut Kavli pour la science du cerveau à l'Université Columbia, à New York
- Institut Kavli pour le cerveau et l'esprit à l'Université de Californie, San Diego
- Institut Kavli pour les systèmes de neurosciences à l'Université norvégienne des sciences et de la technologie, en Norvège
- Institut Kavli des neurosciences à l'Université Yale, dans le Connecticut

Physique théorique
- Institut Kavli de physique théorique à l'Université de Californie, Santa Barbara
- Institut Kavli de physique théorique de Chine à l'Académie chinoise des sciences, à Pékin
- Institut Kavli pour les Mathématiques Physique et de l'Univers (Kavli IPMU) à l'Université de Tokyo, à Tokyo, Japon

## Récompenses de Fred Kavli
- Ordre royal de Norvège du mérite, Grand Officier.
- Académie norvégienne des sciences technologiques